# Carl Gustav Theodor Schröder

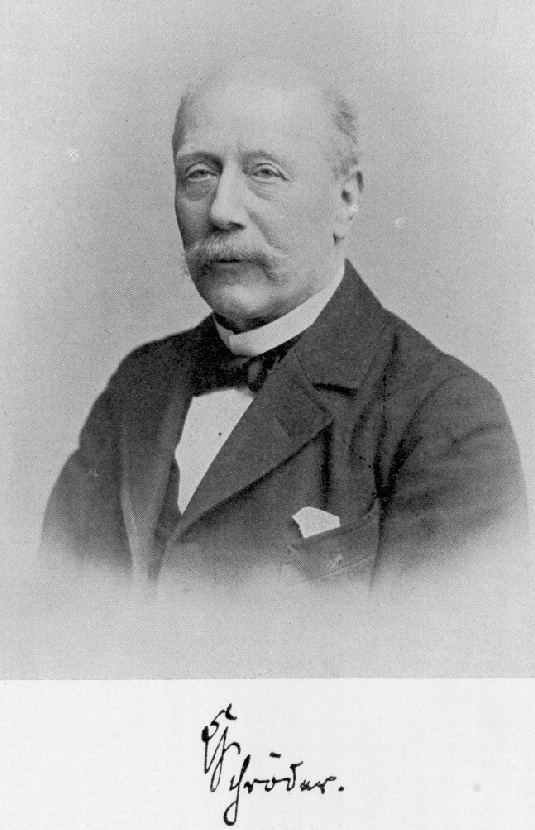
Carl Schröder

Carl Gustav Theodor Schröder, auch Karl Schröder (* 15. September 1840 in Waren (Müritz); † 28. Juli 1916 in Schwerin) war ein deutscher Bibliothekar, Instrukteur, Historiker und Germanist.

## Leben
Carl Schröder war ein Sohn des Pädagogen und Theologen Ferdinand Schröder (1812–1884). Schröder besuchte das Gymnasium in Schwerin und studierte zuerst Jura an der Friedrich-Schiller-Universität Jena und ab 1860 an der Ludwig-Maximilians-Universität München bei Konrad Hoffmann Philologie und bei Wilhelm von Giesebrecht Geschichte. Im Mai 1864 wurde Schröder an der Universität Rostock promoviert.
Im Herbst 1864 berief ihn Großherzog Friedrich Franz II. von Mecklenburg zum Erzieher und Reisebegleiter des Erbgroßherzogs Friedrich Franz III. nach Südfrankreich und Dresden.
Seit 1864 war Carl Schröder auch Mitarbeiter des Erlanger Historikers Karl Hegel (1813–1901), Sohn des Philosophen Georg Wilhelm Friedrich Hegel, an dem Editionsunternehmen Die Chroniken der deutschen Städte im Auftrag der Historischen Kommission bei der Bayerischen Akademie der Wissenschaften in München. Von 1872 bis 1880 arbeitete er im Verlag Otto Spamer und danach bei Baedeker wissenschaftlich. Zwischendurch konnte er den Erbgroßherzog auf einer Reise ins südliche und östliche Mittelmeergebiet begleiten.
Seine guten Kontakte zum Herzogshaus führten dazu, dass ihm im Juli 1885 die Leitung und Neugestaltung der Herzoglichen Regierungsbibliothek in Schwerin übertragen wurde. 1891 wurde Schröder zum Regierungsrat und 1899 zum Geheimen Regierungsrat ernannt. Im Sommer 1914 legte Schröder sein Amt aus gesundheitlichen Gründen nieder.